# Hugo Norberto Santiago
Hugo Norberto Santiago (María Juana, província de Santa Fé, 12 de abril de 1954) é um clérigo católico romano argentino e bispo de San Nicolás de los Arroyos.

## Biografia
Hugo Norberto Santiago estudou na escola das Irmãs Capuchinas na sua cidade natal. Recebeu sua formação filosófica e teológica no Seminário Maior Arquidiocesano de Córdoba, onde obteve o bacharelado em Teologia pela Pontifícia Universidade Católica da Argentina.
O Bispo de Rafaela, Héctor Gabino Romero, o ordenou sacerdote em 19 de dezembro de 1985. Exerceu o ministério sacerdotal como vigário paroquial na igreja de Nuestra Señora del Carmen em Ceres (Santa Fé) e na Catedral de Rafaela. Enviado para Roma, completou os estudos e obteve a licenciatura em Teologia Espiritual pelo Pontifício Instituto "Teresianum" (1999).
Foi pároco de San Fidel em Vila, de San Ramón em Ramona e da Catedral de Nuestra Señora de Fátima em Rafaela. Foi diretor espiritual do Movimento Cursilhos de Cristandade e coordenador diocesano da pastoral vocacional. Exercia a função de Pároco da igreja de San Guillermo in Lehmann, Vigário Episcopal da zona sul da diocese, professor de Teologia no ramo Rafaela da Universidade Católica em Santiago del Estero e diretor da Escola Diocesana para o Diaconato Permanente.
Papa Bento XVI nomeou-o Bispo de Santo Tomé a 5 de dezembro de 2006. O Bispo de Rafaela, Carlos María Franzini, concedeu-lhe a consagração episcopal em 19 de março de 2007; os co-consagrantes foram Francisco Polti Santillán, Bispo de Santiago del Estero, e Alcides Jorge Pedro Casaretto, Bispo de San Isidro.
O Papa Francisco o nomeou Bispo de San Nicolás de los Arroyos em 21 de setembro de 2016. A posse ocorreu em 11 de novembro do mesmo ano.

Na Conferência Episcopal Argentina é delegado da Região Pastoral Costeira e membro da Comissão Pastoral da Saúde.